# 藤原頼道
もしかして
- 藤原頼通

ではありませんか？